# 貝林鎮區 (密歇根州)
貝林鎮區（英語：Berrien Township）是位於美國密歇根州貝林縣的一個村。

## 人口
根據2020年美國人口普查的數據，貝林鎮區的面積為95.30平方千米，當中陸地面積為90.90平方千米，而水域面積為4.40平方千米。當地共有人口4868人，而人口密度為每平方千米51人。